# Тајтонка (Ајова)
Тајтонка (енгл. Titonka) град је у америчкој савезној држави Ајова. По попису становништва из 2010. у њему је живело 476 становника.

## Демографија
Према попису становништва из 2010. у граду је живело 476 становника, што је -108 (-18.5%) становника више него 2000. године.
| Група             | 2000.       | 2010.       |
| Белци             | 577 (98,8%) | 465 (97,7%) |
| Афроамериканци    | 0 (0,0%)    | 0 (0,0%)    |
| Азијати           | 1 (0,2%)    | 0 (0,0%)    |
| Хиспаноамериканци | 3 (0,5%)    | 7 (1,5%)    |
| Укупно            | 584         | 476         |